# PlayStationのゲームタイトル一覧
PlayStationのゲームタイトル一覧（プレイステーションのゲームタイトルいちらん）では、日本でPlayStation対応として発売されたゲームソフト全3,289タイトルの分割された一覧へのリンクおよび発売中止品を列記する。

## 発売ソフトの形態・変遷
ソニー・コンピュータエンタテインメント（以下、SCE）から1994年12月3日に発売されたPlayStationはライバルのセガサターンと同様に、本格的な3DCG表現を大きな特徴としている。8つのローンチタイトルのうち7つがサードパーティー製である上ジャンルもレースからアクションRPGとさまざまであり、SCEの母体であるソニーが音楽ソフト事業で培ったノウハウを応用したことで、「全てのゲームは、ここに集まる」というキャッチコピーが示す通り、多彩なラインナップを実現できた見る向きもある。中でも、テクスチャマッピングを採用した業務用レースゲーム『リッジレーサー』の移植版が大ヒットした。
当初、3DCGを取り入れた作品はアクションゲームが中心だった一方、人気ジャンルであるRPGではドット絵が主流だった。その中で、これまで任天堂ハード向けにゲームを発売してきたスクウェアが1996年初頭にPlayStationへの参入を表明し、1997年1月31日に発売した『ファイナルファンタジーVII』は混乱防止の観点からコンビニエンスストアを中心とした販売体制がとられ、日本国内における累計販売本数が400万本を超えるほどの大ヒット作となった。このほかにも、ナムコから発売された『ナムコミュージアム』には、同社の往年の名作ゲームが収録されており、のちに『アーケードアーカイブス』といった他社の復刻プロジェクトにも影響を与えた。加えて、『悪魔城ドラキュラX 月下の夜想曲』（1997年3月20日）や、『パラッパラッパー』（1996年12月6日）のようにジャンルを開拓した作品もあった。
またPlayStationでは、『ときめきメモリアル』や『やるドラ』シリーズといったギャルゲーも人気を博した。一方でSCEはアダルトゲームなどの成人向け要素を含むゲームタイトルの移植には慎重な姿勢をとり、アダルトゲームメーカーから持ち込まれた移植企画を却下したり、PlayStationへ移植された際に作品名を変更することもあった。『ToHeart』のシナリオライターである高橋龍也はアダルトゲームの場合は原作の題名が使えなかったことを述懐した。
このようなPlayStation登場以前からゲームを開発してきた企業のほか、異業種から参入してきた企業もあった。たとえば、アーマード・コアシリーズで知られるフロム・ソフトウェアは祖業である業務用アプリケーション事業の行き詰まりから、当時の関係者が好きだったコンピュータゲームへの参入を考えたものの一度は断念していたところ、PlayStationの登場によりゲーム業界への参入を決めた。他方、SCEから発売された『I.Q インテリジェントキューブ』は当時広告の分野で活動していた佐藤雅彦による持ち込み企画であり、当時のパズルゲームにはない世界観からヒット作となり、ついには第2回 日本ゲーム大賞の優秀賞を受賞した。
SCEは開発者がうまく作れるようにするため、『リッジレーサー』の開発経験に基づいたソースコードなどを収録したマニュアルを提供していた。同様の理由から、1995年から1999年までの5年間に、オーディション「ゲームやろうぜ!」を主催した。この中から『XI[sai]』や『パネキット』などが商品化され、結果的にプラットフォームの活性化につながった。これとは別に、SCEは1996年5月から数年間、ゲーム開発に関心のある一般のユーザーに開発環境を提供する『ネットやろうぜ!』というプロジェクトを展開していた。
欧州においては、1995年にローンチタイトルの一つとして発売された『レイマン』が大ヒットした。発売元のユービーアイソフトはこれを元手に上場し、国際的なパブリッシャとしての第一歩を踏み出した。
ヒット作に恵まれた一方、課題も残った。まず、3DCGの描画を前提としていたPlayStation用ソフトの開発に際しては、従来の手法が通用しなくなることもあったほか、当時高価だった3DCG用の機材を導入できる会社は限られていた。。また、Batman & Robin（日本未発売）のように、不十分な3DCG作成技術がゲームプレイに影響を及ぼしたケースもあった。加えて、CD-ROMの性質上、ロード時間の長いソフトが珍しくなかった。また、複数枚のディスクで構成されている作品の場合、入れ替えの方法によっては煩わしくなってしまうこともあった。
他方、ソフトの開発費の高騰も問題視された。このうち、SCEは低予算の次世代RPGの企画を立て、『高機動幻想ガンパレード・マーチ』として2000年に世に送り出されたものの、それに必要な新技術の開発が長引き、当初の目標の達成にはいたらなかった。一方、カルチュア・パブリッシャーズは、追加の開発費がほぼ不要なテーブルゲームを中心とした低価格帯の製品を企画し、日本債券信用銀行による支援の下、『SIMPLE1500シリーズ Vol.1 THE 麻雀』を発売し、ヒット作となった。
他方、PlayStationでは改造ツールが広まり、SCE側も本体の改良版であるSCPH-9000で外部コネクタを廃止するなどの対応をとったが、その後、ディスクから本体にプログラムを読み込ませるタイプが出るなどいたちごっこが続いた。こうした中、正規のソフト開発者による工夫が不正利用に転用できてしまう事態もあった。たとえば、Alien Resurrection（日本未発売）の場合、ディスク入れ替えを想定したテストとして、バックアップディスクを読み込ませるための特殊なブートモードを起動できるシステムが組み込まれており、本体の改造や外部ツールがなくても海賊版などを起動できてしまう恐れがあった。
なお、SCEも他社ハードと同様に自社の倫理規定でソフトを判定しており、ソフトメーカーはそれぞれの規定に合わせて内容を調整する必要があった。やがて彼らの間で独自の倫理規程による自主規制が求められるようになり、1995年11月に業界団体・コンピュータエンターテインメント協会（CESA）が設立され、1997年4月にはCESAによる倫理規定が公布・施行された。日本から他国に輸出される際に倫理的な理由で内容を差し替えられたり、日本国外で開発された作品の中には日本向けに内容を差し替えた例もあった。
最終的に日本においてPlayStation用タイトルは2004年まで発売されたが、発売タイトル数は日本でこれまでに展開されたプラットフォームの中で最大であり、PlayStationはマニアではない一般プレイヤーを獲得したことで、2000年3月4日発売の次世代機であるPlayStation 2が普及するまで、事実上の業界標準機となった。またPlayStation 2がPlayStationとの互換性を持つことから、発売されたPlayStation用タイトルはPlayStation 2のスタートアップの一助になった。加えて、GUILTY GEARシリーズやバイオハザードシリーズなど、PlayStation初作で人気を得てシリーズ化された作品は、プラットフォームが変わった後も継続的に新作を発売しており、他機種へのシリーズ展開または移植にあたっては、大元のシステムを置き換えた例もあった。
こうして発売されたタイトルは後年のゲームアーカイブスやPlayStation Plusといったダウンロードサービスなどを通じて様々なプラットフォームに展開されたほか、PlayStation本体発売から24年後の2018年12月3日（24周年記念）には往年のヒット作を収録したPnP機・PlayStation Classicが発売された。また、『Dr.スランプ』や『レーシングラグーン』のように日本国内のみで発売された作品であっても、日本国外のファンが非公式の翻訳版を製作した例があった。
発売されたゲームソフトについては、以下の各項目を参照。
- 1994・1995年（94年全17本、95年全132本）
- 1996年（全415本）
- 1997年（全467本）
- 1998年（全580本）
- 1999年（全627本）
- 2000年（全514本）
- 2001年（全263本）
- 2002年（全226本）
- 2003年以降（03年全46本、04年全2本）

## 発売されなかったソフト
| 作品名                                                         | 発売元                                 | 備考 |
| -------------------------------------------------------------- | -------------------------------------- | --- |
| パチンコ倶楽部                                                 | ISC                                    | |
| プロフェッショナルビリヤード                                   | アイディアファクトリー                 | |
| 名探偵スチール・ウッド                                         | アイディアファクトリー                 | |
| 厄惨                                                           | アイディアファクトリー                 | |
| グランドチャンピオンズラリー                                   | アクエス                               | |
| なげっと!〜激録!プルプル商店街〜                               | アクティアート                         | |
| 行け!稲中卓球部                                                | アクレイムジャパン                     | |
| マジック・ザ・ギャザリング                                     | アクレイムジャパン                     | |
| 魔道霊士シュオン                                               | アスキー                               | 東京ゲームショウ98'にて出展されていた。 |
| 神龍戦記                                                       | アステック21                           | |
| EARLY REINS 〜荒野の天使たち〜                                 | アトラス                               | 1999年冬に発売予定だった。 開発：マーカス、キャラクターデザイン：かのえゆうし。 |
| サウザンドアームズ エクストラ・シナリオ（仮題）                | アトラス                               | |
| ぼのぼーど                                                     | アミューズ                             | |
| テトリス ザ・グランドマスター                                  | アリカ                                 | テトリスの版権元であるザ・テトリス・カンパニーが1999年に発表した方針により発売中止となった。 |
| サクセスストーリー                                             | アルトロン                             | |
| あの素晴らしい弁当を2度3度                                     | イタチョコシステム                     | 同名のマッキントッシュ用ソフトの移植版。 1998年に開発中止になった。 |
| センター試験 トライアルゲーム セン太琢磨が行く（英語編）       | インサイダー                           | |
| 高野孟の世界地図の読み方                                       | インサイダー                           | |
| インディカーレーシング                                         | ヴァージンインタラクティブ             | |
| Thrill Kill                                                    | ヴァージン・インタラクティブ           | 発売元のヴァージン・インタラクティブが本作の発売に難色を示した為、発売中止となった。 その後、関係者がインターネット上に本作のROMを公開した。 また、本作のデータの一部は、Wu-Tang: Shaolin Style（1999年発売）に流用された |
| 7th GuestII：11th Hour                                         | ヴァージンインタラクティブ             | |
| デモリションマン                                               | ヴァージンインタラクティブ             | |
| ツタンカーメンの遺言（仮題）                                   | ウィザード                             | |
| ダイナマイトキング                                             | エイコム                               | |
| フレンズ〜青春の響き〜                                         | NECインターチャネル                    | PS2に移行。 |
| メイン・ローター（仮題）                                       | エフコンピューターエンターテイメント   | |
| FLY                                                            | エム・ティー・ビー                     | |
| ビューポイント                                                 | エレクトロニック・アーツ・ビクター     | |
| くるみ割り人形                                                 | オラシオン                             | |
| 動物の謝肉祭                                                   | オラシオン                             | |
| ピーターと狼                                                   | オラシオン                             | |
| アローン・イン・ザ・ダーク -ザ・ニュー・ナイトメア             | カプコン                               | 2002年春の発売予定だった。 |
| X-MEN                                                          | カプコン                               | 海外のみの発売であり、日本ではSS版のみ発売。 |
| 鬼武者                                                         | カプコン                               | PS2へ移行 |
| バイオハザード1.5                                              | カプコン                               | 元々『バイオハザード2』として開発され、完成度は65%程度だった。 1997年3月に発売予定だったが、『バイオハザード ディレクターズカット デュアルショックVer.』の特典として映像のみ収録されたほか、データの一部が『鬼武者』に再利用された。 |
| D&Dコレクション                                                | カプコン                               | SS版のみ発売。 |
| レガシーオブケイン ソウルリーパー                              | カプコン                               | |
| SD飛龍の拳 エピソードI 奥義の書                                | カルチャーブレーン                     | |
| シェラザード伝説 黄金の帝国                                    | カルチャーブレーン                     | |
| スーパーチャイニーズファイターDX                               | カルチャーブレーン                     | |
| バーチャル飛龍の拳ダッシュ                                     | カルチャーブレーン                     | |
| パズル雀                                                       | カルチャーブレーン                     | |
| 森下卓八段監修 本格対戦将棋「聖」                              | カルチャーブレーン                     | |
| ARKS1000 〜目指せ!究極の召喚師〜                               | クレフ インベンション                  | |
| マキシマムフォース                                             | ゲームバンク                           | |
| Nap・Nap                                                       | ゲンテック                             | |
| アンジェリーク トロア                                          | コーエー                               | PS2に移行 |
| ヴァーチャパーク de フィッシュ 〜プクプクダイバー〜            | 光栄                                   | |
| ゲーム日本史 〜天下人 秀吉と家康〜                             | 光栄                                   | |
| 鈴鹿8時間耐久ロードレースチーム運営シミュレーション            | ココナッツジャパンエンターテイメント   | |
| モトクロス                                                     | ココナッツジャパンエンターテイメント   | |
| 青山ラブストーリーズ                                           | コナミ                                 | 音楽：岩代太郎。 1997年秋時点で完成度は70%だった。 |
| コントラ-レガシーオブウォー                                    | コナミ                                 | |
| ツインビーミラクル 〜不思議なベルの大陸〜                      | コナミ                                 | |
| 烈火の炎 〜ザ・ドリームバトル〜                                | コナミ                                 | |
| DOOPERS                                                        | サイバーテックデザイン                 | |
| FENSER                                                         | サイバーテックデザイン                 | |
| PROJECT CHAOS                                                  | サイバーテックデザイン                 | |
| サイレントウェイル                                             | サイベル                               | |
| 私立鳳凰学園三年純真・SWEET HEART・NATURAL HEART・PURE HEART組 | J・ウイング                            | |
| 日本たらればなしツアー（2）ひとつやふたつ…いつつや怪談         | システムサコム                         | |
| フェイクダウン                                                 | システムサコム                         | |
| いがらしみきおのスカイゴルケット                               | ジョルダン                             | |
| 日本の倶楽部                                                   | ズーメックス                           | |
| 君こそスターだ!!                                               | スタージインスツルメンツ               | |
| カーディナル・シィン 〜原罪のシギルルム〜                      | スパイク                               | |
| ハートオブダークネス                                           | スパイク                               | Windows 95/98用ソフト『HEART OF DARKNESS』の移植版。 雑誌電撃『PlayStation』Vol.92掲載時点では1999年2月25日にサミーから発売予定だった。 ニュースサイト「PC Watch」に1999年2月に掲載されたPC版のレビュー記事によると、もともとはセガサターンに移植される予定だったが、その後発売計画が変更され、PlaySation版が1999年3月に発売される予定だったが、日本語版にトラブルが生じたため実現できるか危うい状態だったという。また、「PC Watch」掲載時点では公式サイトにて体験版が配布されていたという。 |
| バーチャルリモコン（ヘリパートI）                              | スリーディ                             | |
| MLB Pennant Race                                               | ソニー・コンピュータエンターテイメント | |
| C・A・R・Tワールドシリーズ                                     | ソニー・コンピュータエンターテイメント | |
| ハエ男のスターツアー                                           | ソニー・コンピュータエンターテイメント | |
| ワンダラーズショック 1950 アメリカンドリームズ                 | ソニー・コンピュータエンターテイメント | |
| ソフエルファンタジア                                           | ソフエル                               | |
| ウォーゴッズ                                                   | ソフトバンク                           | |
| T-MEK                                                          | ソフトバンク                           | |
| リターンファイアー                                             | ソフトバンク                           | |
| ローカス                                                       | ソフトバンク                           | |
| スターフライトファンタジー                                     | タイトー                               | |
| がんばれ!ケイビ君                                              | タイムワーナーインタラクティヴ         | |
| 無敵戦艦キクイチモンジ                                         | タイムワーナーインタラクティヴ         | |
| 心霊呪殺師 太郎丸                                              | タイムワーナーインタラクティヴ         | SS版のみ発売。 |
| まうすけのオジャマざわ〜るど                                   | データイースト                         | |
| メタルマックス3                                                | データイースト                         | 1996年 - 1997年頃、資金難から開発中止になった。 |
| BOUNTY ARMS                                                    | データウエスト                         | |
| Q極クイズ こたえてプリ〜ズ                                     | Tears                                  | |
| 爆弾小僧 スクープ・ザ・キッド（仮題）                          | Tears                                  | |
| LOVE GAME'S PLUS〜かなり対戦テニス〜                           | Tears                                  | |
| BLOXX                                                          | テクノスジャパン                       | |
| あいのり                                                       | テクモ                                 | 同名テレビ番組のゲーム化で、テクモの広報誌「TECMO PLAYER'S MAG」Vol.18にて掲載されていた。 |
| ギアヘブン                                                     | トーエイシステム                       | |
| スノークイーン                                                 | 東北新社                               | |
| クリックまんが 銀河英雄伝説3 アムリッツァ会戦                  | 徳間書店/インターメディア              | |
| クリックまんが 銀河英雄伝説4 ヤン艦隊出動                      | 徳間書店/インターメディア              | |
| 新ドラゴンハーフ                                               | 徳間書店/インターメディア              | |
| マリーのアトリエ                                               | 徳間書店/インターメディア              | |
| ディレクター（仮題）                                           | トンキンハウス                         | |
| モンスターコレクション（仮題）                                 | トンキンハウス                         | |
| アウトフォクシーズ                                             | ナムコ                                 | 1995年に稼働した同名アーケードゲームの移植版。 ゲームデザイナーの須田剛一はGame*Sparkとの対談の中で、PlayStation側の技術的な制約に加え、子供や動物を殺すなどの過激な表現が原因と推測する。 |
| POPGUN                                                         | 日本一ソフトウェア                     | |
| 人烏流（じんちょーる）                                         | 日本システム                           | |
| パズルDEボーリング                                             | 日本システム                           | |
| エストポリス伝記III ルーインチェイサーズ                       | 日本フレックス                         | |
| ホタル                                                         | パイオニアLDC                          | |
| 聖龍伝説                                                       | バップ                                 | |
| タイブレーク                                                   | バディ                                 | |
| 仮面ライダー555                                                | バンダイ                               | PS2に移行 |
| ジャーニーマンプロジェクト ペガサスプライム                    | バンダイ                               | |
| 時をかける少女                                                 | バンダイ                               | 1998年夏の発売予定だった。 原作：筒井康隆、キャラクターデザイン：桜野みねね、シナリオ：山口宏。 |
| プロ野球監督になろう!                                          | バンダイ                               | |
| パンドラMAXシリーズ リストラの朝                               | パンドラボックス                       | 2000年10月に発売予定だった。 シナリオ：飯島健男。 |
| パンドラMAXシリーズ 闇の蛹                                     | パンドラボックス                       | 2000年春に発売予定だった。 シナリオ：飯島健男。 |
| パンドラMAXシリーズ ONI零〜流転〜                              | パンドラボックス                       | シナリオ：飯島健男。 |
| パンドラMAXシリーズ ラビッシュブレイズン2                      | パンドラボックス                       | シナリオ：飯島健男。 自社サイトやチャットのみで情報公開した程度で開発終了になった。 |
| 戦国愚連隊                                                     | パンドラボックス                       | シナリオ：飯島健男。 |
| バトルオブ…?（仮題）                                           | バンプレスト                           | |
| 魔導都市エルピス                                               | バンプレスト                           | |
| パンデモニアム                                                 | BMGビクター                            | |
| JTCC 全日本ツーリングカー選手権                                | BPS                                    | |
| ハークスアドベンチャー                                         | BPS                                    | |
| エターナルチェイン                                             | ビクターインタラクティブソフトウェア   | 東京ゲームショウ98'にて出展されていた |
| スワッグマン                                                   | ビクターソフト                         | |
| Deer Friends                                                   | ビジュアルアーツ                       | |
| RIPROS                                                         | ビジュアルアーツ                       | |
| オーガリアン 亜人伝                                            | ビジュアル アーティストオフィス        | |
| アトランティス                                                 | ヒューマン                             | |
| クロックタワー3                                                | PS2に移行しカプコンから発売。          | |
| 猿田号の暗号                                                   | フォーツーツー                         | |
| 蜃気楼回廊                                                     | プレ・ステージ                         | |
| ぱいるあっぷ・まーち                                           | プロシードユニ                         | |
| 3Dシューディング                                               | プロファイア                           | |
| 野球ゲーム                                                     | プロファイア                           | |
| ライブ・リミックス                                             | プロファイア                           | |
| 英雄志願-GAL ACT HEROIZM-                                      | マイクロキャビン                       | SS版のみ発売。 |
| MELT 〜フューチャリングエディ byアイアン・メイデン〜           | マップジャパン                         | |
| ガルル〜ライディングレボリューション〜                         | メサイヤ                               | |
| さるかにハムぞう                                               | メディアワークス                       | 風上旬のキャラクターを題材としたブロック崩しで、カネコからアーケード版が稼働していた。 |
| アルナムの弁当箱 〜牙も翼もてんこもり〜                        | ライトスタッフ                         | |
| タイトル未定                                                   | リットーミュージック                   | |
| TOKYO/2020                                                     | レインボー・ジャパン                   | |
| スタートリングオデッセイII・III 魔竜戦争・ミレニアムの系譜     | レイ・フォース                         | |
| 学問習得術（仮題）                                             | ロックウェルインターナショナル         | |
| バトルシップヤマト                                             | ロックウェルインターナショナル         | |
| クロス探偵物語2                                                | ワークジャム                           | 発売日未定のまま開発中止になった。 |
| エネミー・ゼロ                                                 | ワープ                                 | SSに移行。飯野賢治#エネミー・ゼロ事件も参照。 |
| マジックキャッスル                                             | KAIGA                                  | 1998年頃に開発が進められていたが諸事情により製品化には至らなかった。 その後、開発スタッフの一人であるぴろをが2020年3月にソースコードをインターネット上に公開する。 このコードをもとにスペインのGOBOUSEIという団体が開発を進め、フルバージョンとして完成させ、インターネット上に公開した。 |